# 库木开日河
库木开日河，也称宗昆尔玛河，位于中华人民共和国新疆维吾尔自治区若羌县东南部羌塘高原地区的一条河流，是依协克帕提河左岸支流，发源于昆仑山东端末梢的高原台地，大体由东南向西北流，经过勒什尔峰南侧的峡谷，于库木库里盆地东南部流出山口，之后绕行库木库里沙漠西缘，河水逐渐潜入地下，潜行约18千米后溢出，形成呈扇状分布、宽约34千米的泉水溢出带。多股泉水汇合后逐渐转北流，最后呈散流状进入依协克帕提河左岸湿地以及依协克帕提湖下游小湖区，最终汇入依协克帕提河。河流全长165千米，流域面积4709平方千米，年均径流量约0.75亿立方米。库木开日河上游流经高原台地，中游河谷两侧雪山矗立；下游沿岸多沙丘及戈壁荒滩，泉水溢出带、河口及近湖区水草丛生，是当地重要牧区。